# Johann Otto von Dernbach
Johann Otto von Dernbach (* 1658; † 29. Mai 1697 in Graz) war von 1681 bis 1697 Herrscher der Herrschaft Wiesentheid.

## Leben
Johann Otto von Dernbach wurde im Jahr 1658 geboren. Als sein Geburtsort kommt eventuell das unterfränkische Arnstein in Betracht, in dem sein Vater Oberamtmann war. Der Vater, Freiherr Otto Wilhelm von Dernbach, war mit Anna Catharina Magdalena Echter von Mespelbrunn verheiratet. Johann Otto hatte als Erstgeborener vier Geschwister, von denen jedoch nur zwei das Erwachsenenalter erreichten.
Zunächst wurde Johann Domherr in Würzburg. Er verzichtete jedoch bald auf seine geistlichen Pfründen, um eine weltliche Karriere einzuschlagen. Sein Onkel, Peter Philipp von Dernbach, war Fürstbischof von Würzburg und Bamberg und unterstützte seinen Neffen. Wegen Peter Philipp wurde die Familie von Dernbach am 30. Juli 1675 in den Reichsfreiherrenstand, einige Jahre später, 1678, sogar in den Reichsgrafenstand erhoben.
Kaiser Leopold I. wollte der Familie auch eine eigene reichsständische Herrschaft zukommen lassen. Da Bischof Peter Philipp in seinen geistlichen Gebieten gebunden war, erwählte er Johann Otto und dessen jüngeren Bruder Philipp Wilhelm. 1681 wurde die Herrschaft Wiesentheid zu einem Reichsstand erhoben, und Johann Otto von Dernbach wurde erster regierender Graf der neu geschaffenen reichsunmittelbaren Herrschaft.
Neben seinem Wirken als Landesherr hatte Johann Dernbach auch andere Ämter inne. So war er würzburgischer Erbobermarschall, kaiserlicher Kämmerer und kaiserlicher Geheimer Rat. Als Landesherr versuchte er, die Herrschaft Wiesentheid zu stärken. 1682 erhielt Wiesentheid das Marktrecht, und 1685 führte er eine Gerichts- und eine Marktordnung ein.
Als Johann Otto von Dernbach 1696 bereits schwer erkrankt war, wurde seine dritte Frau, Maria Eleonore von Hatzfeld, zu seiner Nachfolgerin ernannt. Johann Otto starb am 29. Mai 1697 in Graz.

## Ehen und Nachkommen
Johann Otto von Dernbach heiratete zunächst Anna Maria Voit von Rieneck, die allerdings bereits 1690 kinderlos verstarb. Daraufhin ehelichte er am 16. April 1691 die Gräfin Maria Catharina von Lengheim, mit der er zwei Kinder hatte, die jedoch beide nicht das Erwachsenenalter erreichten:
- Johann Joseph Anton (* 8. Februar 1692; † 1693)
- Maria Catharina (* 1693; † 1693)

Nach dem Tod seiner zweiten Gattin am 18. April 1695 heiratete Johann Otto noch im gleichen Jahr Maria Eleonore Charlotta von Hatzfeld. Aus dieser Verbindung entstammte eine Tochter, die noch während ihres ersten Lebensjahres starb;
- Maria Charlotta (* 1696; † 1696)